# Airspeed AS.45 Cambridge
L'Airspeed AS.45 Cambridge est un projet de biplace d'entraînement avancé britannique de la Seconde Guerre mondiale, qui en est resté au stade du prototype.

## Caractéristiques
Conçu pour répondre au programme T.4/39 du ministère de l’Air britannique visant à la fourniture éventuelle d’un avion d'entraînement avancé en complément des North American Harvard et Miles Master, le Cambridge se présentait comme un monoplan à aile basse cantilever en bois, fuselage en tubes métalliques entoilé et poste de pilotage en tandem sous une longue verrière. Le train d'atterrissage principal se relevait latéralement vers l'intérieur.

## Historique
Le premier des deux prototypes vole pour la première fois à Portsmouth le 19 février 1941. Les deux prototypes [T2440 et T2453] furent livrés au RAE en juillet 1942 et utilisés pour des essais divers, la production de série n’ayant pas été décidée.